# メイナード・ファーガソン
ウォルター・“メイナード”・ファーガソン（Walter Maynard Ferguson、1928年5月4日 - 2006年8月23日）は、カナダ出身のジャズ・トランペット奏者。ハイノート・ヒッター（非常に高い音域を正確に演奏すること）で知られている。

## 来歴
1928年5月4日、カナダ・ケベック州ヴェルダン（現在のモントリオールの一部）生まれ。両親の薦めで4歳にはピアノとヴァイオリンを習う。9歳の時、地元の教会で聴いたコルネットの音色に感銘を受け、両親に頼んでトランペットを手に入れ、以来奨学金制度を利用してトランペットに励むこととなる。13歳の時（1941年）にはカナダ放送協会楽団で天才的な子供として取り上げられ、ソロを披露している。
1949年、21歳の時にアメリカに移住、スタン・ケントン楽団に加わり頭角を現す。当時はまだ若かったため、楽団のツアーに両親がついて回ったというエピソードが残されている。1954年にスタン・ケントンの下を去ってパラマウント・ピクチャーズに入り、『十戒』などの映画でリードトランペットを担当した。
パラマウントを去った後、バードランドドリームバンドを結成するも、1960年代には当時のアメリカ音楽の変化に失望感を抱き、イギリスへの移住を計画していたとも伝えられる。
1976年8月1日に行われたモントリオールオリンピックの閉会式では、トランペットのソリストを務めた。その後は、自身のビッグバンドを率いて活動。1977年のシングルである「ロッキーのテーマ」は、ビル・コンティによるバージョンが全米1位の大ヒットとなったが、ファーガソンのバージョンも30位以内に入るヒットとなった。なお、同曲にはリズム・ヘリテージのカバーもある。
ダブル・ハイC（2オクターブ上のC=ド）を奏でることができるその演奏は、映画音楽やテレビ音楽などで印象的に用いられた。日本では「スター・トレックのテーマ」が日本テレビ系『アメリカ横断ウルトラクイズ』のテーマ曲として、「ハリウッド」が日本テレビ系『全国高等学校クイズ選手権』のテーマ曲や、CBCテレビ制作・TBSテレビ系『国際招待ゴルフ・中日クラウンズ』の中継テーマ曲として使用され、ファーガソンの名を知らなくともその演奏は広く全国に知れ渡っている。それ以外にも、フュージョン時代の楽曲は、全盛時の新日本プロレスにおける来日外国人レスラーなど、格闘家の入場テーマ曲などで多数使用された（下表参照）。
2006年8月23日、腎臓疾患と肝臓疾患のため、アメリカのカリフォルニア州の病院で死去。9月に日本ツアーを行う予定だった。

## 日本で使用された楽曲
| 曲名                                                   | 収録アルバム                               | 制作年 | 使用例                                                                                      |
| ------------------------------------------------------ | ------------------------------------------ | ------ | ------------------------------------------------------------------------------------------- |
| カメレオン Chameleon                                   | カメレオン Chameleon                       | 1974年 | ウイリー・ウイリアムス入場テーマ                                                            |
| レオンカバロのパリアッチ Pagliacci                     | クロスオーバー・ファーガソン Primal Scream | 1976年 | ボブ・バックランド入場テーマ                                                                |
| チシャ猫のウォーク The Cheshire Cat Walk               | クロスオーバー・ファーガソン Primal Scream | 1976年 | 『アメリカ横断ウルトラクイズ』テーマ （終わりの部分のみ使用）                               |
| スター・トレックのテーマ Theme From Star Trek          | 征服者〜ロッキーのテーマ Conquistador      | 1977年 | 『アメリカ横断ウルトラクイズ』テーマ                                                        |
| ロッキーのテーマ Gonna Fly Now                         | 征服者〜ロッキーのテーマ Conquistador      | 1977年 | 百田光雄入場テーマ                                                                          |
| 征服者 Conquistador                                    | 征服者〜ロッキーのテーマ Conquistador      | 1977年 | 具志堅用高、比嘉大吾入場テーマ                                                              |
| ザ・フライ The Fly                                     | 征服者〜ロッキーのテーマ Conquistador      | 1977年 | マスクド・スーパースター入場テーマ                                                          |
| ギャラクティカのテーマ Theme From Battlestar Galactica | カーニバル Carnival                        | 1978年 | ハルク・ホーガン入場テーマ                                                                  |
| ハウ・ヤ・ドゥーイン・ベイビー How Ya Doin' Baby?      | カーニバル Carnival                        | 1978年 | ドン・ムラコ入場テーマ                                                                      |
| It's My Time                                           | It's My Time                               | 1980年 | ケン・パテラ入場テーマ                                                                      |
| Hollywood                                              | Hollywood                                  | 1982年 | 『全国高等学校クイズ選手権』オープニングテーマ 『国際招待ゴルフ・中日クラウンズ』中継テーマ |